# Anne Seymour Damer
Anne Seymour Damer est une sculptrice anglaise, née le 8 novembre 1748 à Sevenoaks et morte le 28 mai 1828 à Londres.

## Biographie
Anne Conway naît à Sevenoaks au sein d'une famille aristocrate whig. Fille du général et homme d'état britannique Henry Seymour Conway, Anne a pour parrain son cousin le collectionneur Horace Walpole, fils du premier ministre britannique. Horace Walpole élève l'enfant pendant que son père mène sa carrière militaire et politique. À sa mort, Horace Walpole lui lègue sa villa de Strawberry-Hill, où elle a passé son enfance. Ayant reçu une éducation soignée, elle parle français couramment. Quand elle a 17 ans, elle est portraiturée en Cérès par Angelica Kauffmann. Sir Joshua Reynolds fait aussi son portrait.
Ce serait le philosophe David Hume, un ami de la famille, qui l'encourage dans sa vocation. 
En 1767, elle épouse Lord Damer. Le couple se sépare après 7 ans d'une vie maritale malheureuse et sans enfant. En 1776, Lord Damer, médiocre homme d'affaires, se suicide, criblé de dettes. Elle reçoit alors une pension de sa belle-famille, sans compter la fortune que lui laisse son héritage paternel, ce qui lui permet de vivre aisément et de pratiquer son art librement. 
Elle voyage régulièrement sur le continent et traverse la France en 1790-91.
Lady Damer est l'élève des sculpteurs John Bacon et Giuseppe Ceracchi, avec lequel elle voyage et étudie en Italie. Cerrachi sculpte son portrait en pied (British Museum) vers 1777. Elle fait son autoportrait en marbre qu'elle offre au musée des Offices. Elle est l'auteur d'un portrait de Georges III, pour le tribunal de Edimbourg, d'un buste de Joseph Banks le créateur de la Société Horticole britannique, de têtes ornementales pour le pont de Hemley. Elle est rapidement reconnue et célèbre, et est l'objet des quolibets des caricaturistes.
Membre de la Royal Academy, elle expose 32 sculptures, essentiellement des portraits entre 1784 et 1818.
Elle envoie le buste de l'amiral Nelson, qu'elle a rencontré à Naples, au rajah de Tanjore en Inde. 
Après l'exécution de Giuseppe Cerrachi en janvier 1801 pour complot contre le premier consul et le traité d'Amiens en 1802, Anne Seymour Damer part à Paris avec l'écrivain Mary Berry. Elle offre à Napoléon Ier un buste de Charles James Fox, le premier ministre breitannique (aujourd'hui au château de La Malmaison). Amie de l'Empereur et de l'Impératrice avec qui elle est intime, elle lui rend visite à la Malmaison. Elle se rend sur l'île d'Elbe en 1815 pour rencontrer l'Empereur déchu, qui lui offre une boite à tabac en souvenir, aujourd'hui au British Museum.
En France, son œuvre la plus célèbre est un bas-relief en marbre, La Mort de Cléopatre, d'après Shakespeare, qui est gravé et reproduit en 1831 à Paris.
Elle est également l'auteur du roman Belmour, qu'elle a écrit à Lisbonne et est publié en 1801 à Londres. Il est dédié à Madame de Staël et traduit à Paris en 1804 par Marie-Ange-Cécile Houdon, l'épouse du sculpteur Jean-Antoine Houdon. Madame Houdon précise dans la préface « que ce roman lui fit porté vers le milieu de 1802 et justifier la réputation de son auteur, femme célèbre par son esprit et ses talens, sur-tout dans la musique et la sculpture ». Elle avoue cependant avoir « abrégé les détails du voyage à Paris », supprimé les détails qui faisait de Milady une femme galante, supprimé les descriptions de clair de lune, changé le rôle du moine pour faire comprendre « qu'on ne doit pas croire avoir rempli tous ses devoirs, parce que on a satisfait à ceux de l'amour ? ».
Suivant ses dernières volontés, elle est enterrée dans le cimetière de l'église de Sundridge dans le Kent avec les os de son chien et ses instruments de sculptrice, sa correspondance est détruite.

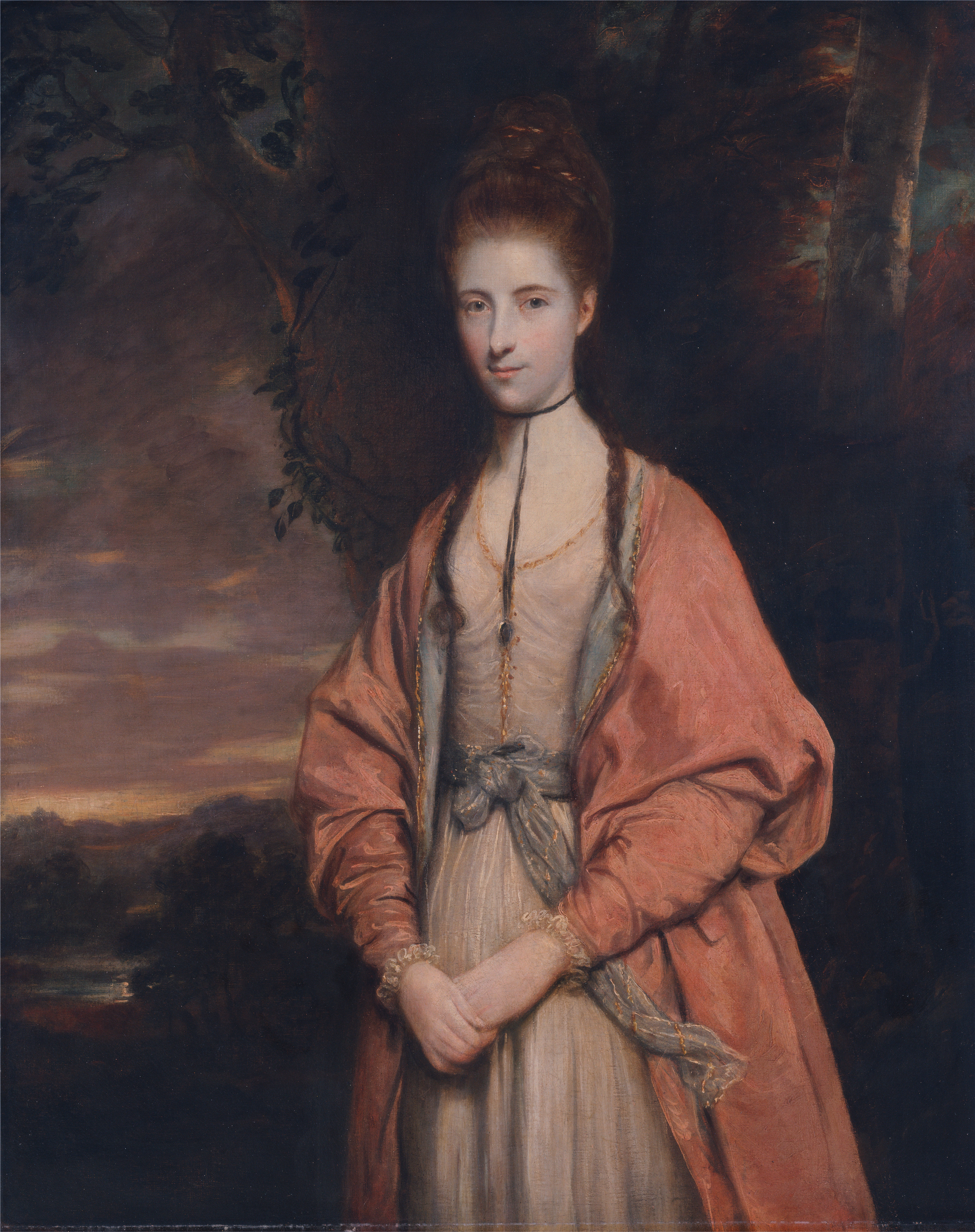
Anne Seymour Damer par Sir Joshua Reynolds (1723-1792)
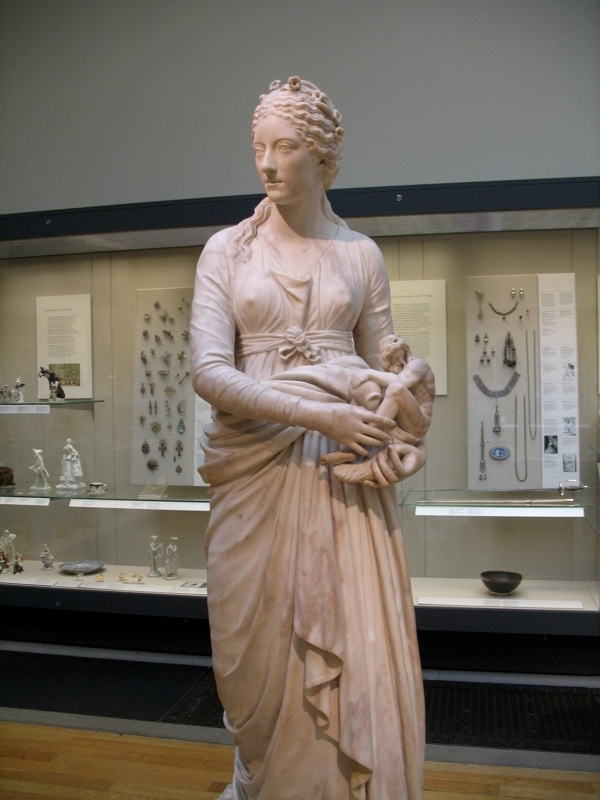
Anne Seymour Damer par Giuseppe Ceracchi
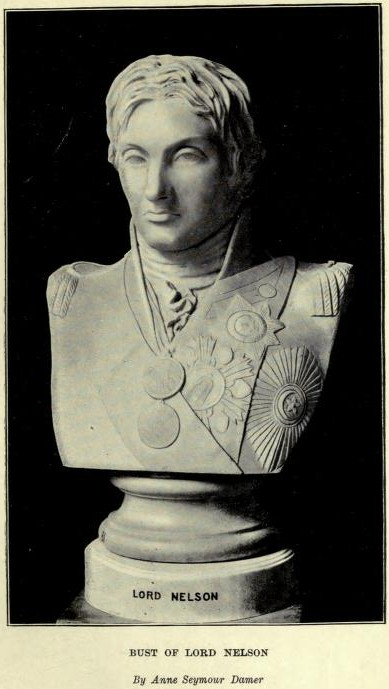
L'amiral Nelson
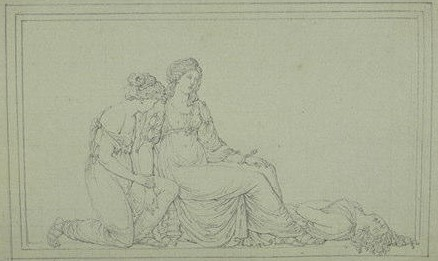
La mort de Cléopatre, gravure.

## Œuvre
Son art néo-classique est décrit comme d'un "talent froid"  fait de "persévérance, étude de la nature, intelligence des effets de la plastique", mais auquel manque l'originalité et l'inspiration. Elle aurait toujours travaillé sans être payée.
Une main anonyme précise dans un catalogue de ses œuvres à la Lewis Walpole Library que Anne Seymour Damer« n'était pas une dilettante mais une artiste,(...) qui avait voyagé en Italie pour perfectionner le vrai simple style grec qu'elle avait toujours souhaité attendre ».

## Hommage
Depuis 2013, un cratère de la planète Mercure est nommé Damer en son honneur.